# Kwimba (huyện)
Kwimba là một huyện thuộc vùng Mwanza, Tanzania. Thủ phủ của huyện Kwimba đóng tại Ngudu. Huyện Kwimba có diện tích 3599 ki lô mét vuông. Đến thời điểm điều tra dân số ngày 25 tháng 8 năm 2002, huyện Kwimba có dân số 314925 người.